# Псалтырь Дмитрия

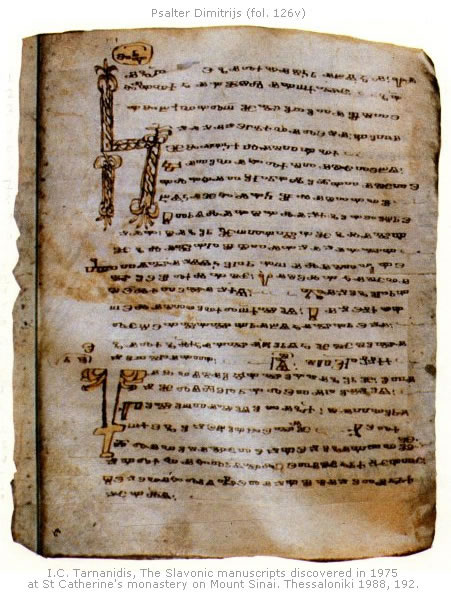
Лист 22

Псалтырь Дмитрия, Псалтырь Дмитрия Алтарника — глаголическая рукопись, обнаруженная в 1975 году в Синайском монастыре Св. Екатерины. Хранится в библиотеке монастыря под шифром 3/N. Рукопись полностью сохранилась, содержит 145 пергаментных листа размером 135×110 мм и имеет оригинальный переплет. 
Памятник датируется XII—XIII вв., по данным Иоанна Тарнанидиса — XII веком., а по данным Боряны Велчевой — XI в.
Памятник опубликован в 2012 и 2021 году австрийскими, британскими и российскими учёными, по состоянию на 2020 полный текст доступен в интернете.

## Название памятника
Издатель описания рукописи, Йоанис Тарнанидис, назвал её «Псалтырь Дмитрия Алтарника» на основании записи на листе 1а, где после выражения ⰰⰸⱏ ⰴⱏⰿⱅⱃⱏ ⰳⱃⰵⱎⱀⰺⰽⱏ (азъ дъмтръ грешникъ) следует начало слова, которое не сохранилось полностью: ⱁⰾ(…), предположительно, это начало слова ол(тарьникъ). Имя «Дмитрий» повторяется на листе 141б: азъ дмтръи писахъ се.

## Содержание
Рукопись содержит Псалом Давида.
Она написана двумя писарями: первый написал листы 1б-2а, 3а, 35б-141б, 142а-145б, а второй — остальные страницы. 
Оба писаря постоянно чередуются, между частями с разным почерком осталось много пустых страниц, которые заполнены записками и молитвами глаголицей.
По тексту и по языку памятник очень древний и приближается к языку Синайской псалтыри. 
Письмо и язык показывают переход между старой и поздней болгарской глаголицей — одноеровая орфография с ⱏ, использование четырёх юсов, упрощенное использование букв для и (используется, в основном, глаголическая ⰺ), наличие буквы ⱋ (щ) наряду с ⱎⱅ (шт), висящее письмо[проверить перевод], поздние начертания юсов и е, прояснение редуцированных гласных. 
Встречаются и отдельные кириллические буквы.
Особенно важны примечания и вставки в рукописи: греческий, латинский и глаголический алфавиты, апокрифические молитвы (против диких зверей, чтобы защититься от волка — не входить в кошара[проверить перевод]). 
Три вставленных листа содержат рецепты на глаголице против различных заболеваний. 
Эта часть памятника важна как для исторической лексикологии, так и для истории средневековой медицины на болгарских землях. 
Тексты рецептов содержат неизвестные и малоизвестные слова и выражения: ⱍⰰⰹ (чаі), ⱁⰱⱏⱃⰺⱀⱏ (объринъ), ⱂⱁⰽⱃⰺⰲⱏⱀⱁ ⰾⰺⱄⱅⰲⱏⰵ (покривъно листвъе), ⰸⱁⰴⱏ (зодъ), ⱁⰿⰰⱀⱏ (оманъ), ⰿⱁⱅⱏⰹⰾⰰ (мотъіла), ⱄⱅⱆⰴⰵⱀⰺⱌⰰ (студеница), ⱍⱔⰱⱃⰵⱀⱁ (чѧбрено) и др.
По словам профессора Боряны Велчевой «в орфографии лекарственника встречаются те же характерные черты, что и в основном тексте и в заметках, но здесь они, несомненно, больше.
Некоторые локализующие черты и особенно частое использование союза ти, делают возможным предположение о том, что прототип лекарственника происходит из более ранней эпохи и был связан с Северо-восточной Болгарией.» 
В основном тексте памятника есть примеры с ⱓ (ju) вместо ⱙ (jǫ), что могло свидетельствовать об участии сербских или хорватских писарей.

## Образец текста
| ⱅⰵⰱⰵ ⰿⰾⱘ ⰳⰺ ⰺⱄ ⰵ ⱈⱃⰵ ⰲⰵⰴⱃⱏⰶ ⰺⱅⰵⰾⱆ: ⰴⰰ ⱁⱅⱏ ⱂⱆⱄⱅⰺⱎⰺ ⰲⱄⱔ ⰳⱃⱝⱏⱏⰺ ⰿⱁⱙ: ⱂⱃⱝⰶⰴⰵ ⰴⰰⰶⰵ ⱀⰵ ⱆⰿⱃⱘ: ⰺ ⰴⰰ ⱀⰵ ⱂⱁⱃⰰⰴⱆⰵⱅⱏ ⱄⱔ ⱆⰿⱏ ⱀⰵⰲⰾⱏ ⰿⱁⰺ: ⰺ ⱅⰵⰱⰵ ⰿⰾ ⱘ ⱄⱅⱏⰺ ⱂⰵⱅⱃⰵ: ⰺⰶⰵ ⰴⱃⱏⰶⰺⱎ ⰺ ⰽⰾⱓⱍⱐ ⱌⱃⱄⱅⰲⱆ ⱀⰵⰱⱄⱀⱆⰿ ⱆ. ⰺ ⰴⰰ ⰿⰺ ⱃⰰⰸⰴⱃⱝⱎⰺ ⰳⱃⱝⱈⱏⰺ ⰿⱁⰵⰺ ⱀⰰ ⰸⰵⰿⰺ ⰴⰰⰶⰴⱏ ⰿⰺ ⰳⰺ ⰺⱄ ⱈⱃⰵ ⰽⱃⱝ ⱂⱁⱄⱅⱏ ⱄ ⱀⰱⱄⰵ ⰴⰰ ⱂⱁⰱⱝⰶⰴⱘ ⰴⰺⱝ ⰲⱁⰾⰰ ⰲ ⱏⰴⱏⱋⰰⰳⱁ ⰺ ⰱⱁⱃⱔⱋⰰ ⱄⱔ ⱄⱏ ⰿⱀⱁⱙ: | Тебе м(о)лѫ г(оспод)и ис(оусе) хр(и)сте вседръж етилоу: да отъпоустиши всѧ грѣхъи моѩ: прѣжде даже не оумрѫ: и да не порадоуетъ сѧ оумъ нев(о)лъ мои: и тебе м(о)л ѫ с(вѧ)тъи петре: иже дръжиш и ключь ц(а)р(ь)ствоу неб(е)сноум оу. И да ми раздрѣши грѣхъи моеи на земи и даждъ ми г(оспод)и ис(оусе) хр(ист)е крѣпостъ с(ъ) н(е)б(е)се да побѣждѫ диѣвола в ъдъщаго и борѧща сѧ съ мноѭ: (лист 144б) |
| ⰵⰳⰴⰰ ⰴⱔⱄⱀⱏⰹ ⰳⱀⱏ ⱙⱅⱏ: ⱅⱁ ⱍⱔⰱⱃⱏ ⱀⱁ ⰽⱁⱃⱔⱀⱏⰵ ⱄ ⱏⱅ ⰵ ⱃⱏ ⱀⰰⱄⰺⱂⰰⰹ: | Егда дѧсны гнъ ѭтъ: то чѧбръ но корѧнъе съте ръ насипаи: (лист 141б) |
| ⰵⰳⰴⰰ ⰽⰰⱎⱏⰾⰵⱅⱏ ⱍⰾⰲⰽⱏ ⱅⱁ ⱁⰿⰰⱀⱏ ⰲⰰⱃⰺⰲⱏ ⱎⰵ ⰲⱐ ⰲⰺⱀⱝ: ⰹ: ⱍⰰⰹ ⰲⱁⰾⰺⱝⱅⰺ ⰴⰰ ⰵⰴⰺⱀⱘ ⰺⱄⱂⱏⰵⱅⱏ: | Егда кашълетъ чл(о)в(ѣ)къ то оманъ варивъ ше вь винѣ: и: чаи волиѣти да единѫ испъетъ: (лист 141в) |

## Критическое издание
Psalterium Demetrii Sinaitici et Folia medicinalia (Monasterii s. Catharinae codex slavicus NF 3). Editio critica. Praeparaverunt Henricus Miklas, Catharina Maria MacRobert, Andreas N. Sobolev, Dana Hürner, adiuvantibus Melania Gau et Floriano Wandl cum dissertationibus aliorum auctorum sub redactionae Henrici Miklas, Catharinae Mariae MacRobert, Andreae N. Sobolev. Wien: Holzhausen, 2021. 540 S.